# Junius Ho

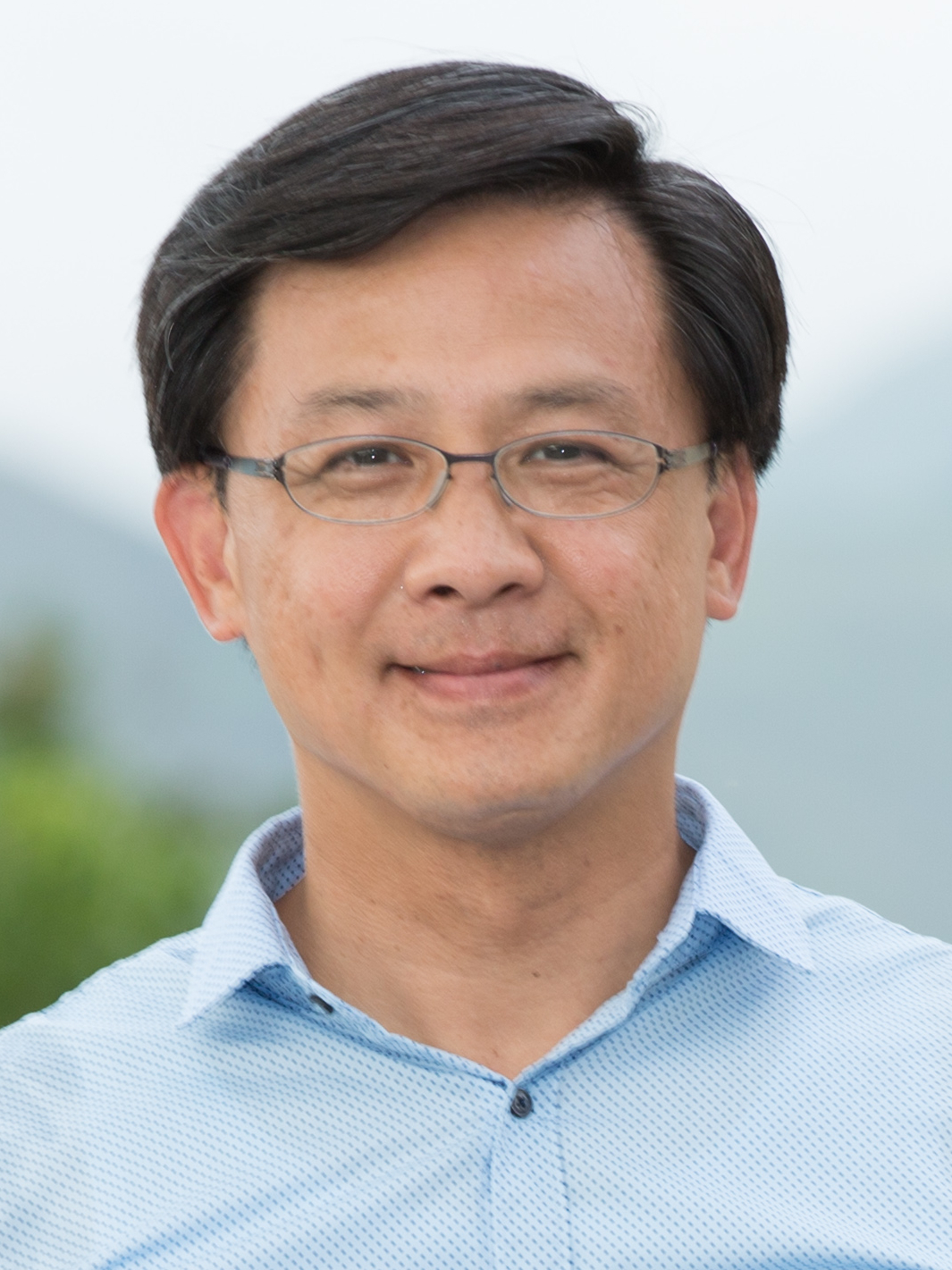
Junius Ho (2018)

Junius Kwan-yiu Ho, BBS, JP (chinesisch 何君堯, Pinyin Hé Jūnyáo, Jyutping Ho4 Gwan1jiu4, kantonesisch Ho Kwan-yiu; * 4. Juni 1962 in Tuen Mun, Hongkong) ist ein chinesischer Politiker. Seit dem 1. Januar 2016 vertritt er den Wahlbezirk New Territories West im Hongkonger Legislativrat.

## Werdegang

### Frühes Leben und Ausbildung
Ho entstammt einer Hakka-Familie. Von 1975 bis 1979 besuchte Ho das Queen’s College in Hongkong, danach ging er nach Großbritannien, wo er sich Chelmer Institute of Higher Education einschrieb und 1984 seinen Bachelor of Law abschloss. Danach absolvierte Ho ein Absolventenprogramm an der Universität Hongkong und erlangte ein Postgraduate Certificate in Laws (PCLL) im Jahr 1986.
Ho heiratete Cecilia Chen (陳浩明), mit der er zwei Söhne und eine Tochter hat.

### Berufliche Kontroverse
Nach seinem Abschluss wurde er 1988 in Hongkong als Rechtsanwalt zugelassen und gab an, 1995 und 1997 in Singapur und England sowie in Wales ebenfalls zugelassen worden zu sein. Seine Angaben sorgten 2017 für Kontroversen, als Berichten zufolge Ho nach Angaben der Solicitors Regulation Authority in England und Wales, wo er die Zulassung beantragte, nicht zugelassen wurde. Ho antwortete darauf mit der Begründung, er habe das Recht erhalten, in Großbritannien zu praktizieren, führte dies jedoch nie aus. Die Solicitors Regulation Authority des Vereinigten Königreichs ist jedoch die einzige Behörde im Vereinigten Königreich, die Anwälte zulässt, und Ho scheint nicht in ihren Aufzeichnungen aufgeführt zu sein.

## Politische Karriere
Ho trat zum ersten Mal bei den Wahlen zum Legislativrat im Jahr 2008 teil. Er erreichte 1286 Stimmen und somit rund 34 Prozent der Stimmen, musste sich jedoch seiner Gegenkandidatin Margaret Ng geschlagen geben.
Ho wurde 2011 zum Vorsitzenden des Tuen Mun Rural Committee gewählt und verdrängte damit den langjährigen Vorsitzenden Lau Wong-fat. In dieser Funktion war er auch von Amts wegen Mitglied des Bezirksrates von Tuen Mun. Bis 2015 war er Vorsitzender des Komitees für ländliche Gebiete. Ho war darüber hinaus auch Sprecher der New Territories Concern Group.
Ho war ein Kandidat bei den Wahlen zum Legislativrat im Wahlbezirk New Territories West im September 2012, wo er 10.805 Stimmen erhielt, jedoch nicht gewählt wurde.
Ho wurde im Oktober 2015 vom Regierungschef (Chief Executive) der Sonderverwaltungszone Hongkong Leung Chun-ying in den Rat der Lingnan Universität berufen. Diese Entscheidung führte zu Protesten der örtlichen Studenten, aufgrund einer befürchteten Einflussnahme der Politik auf die Universität.
Bei den Wahlen zum District Council 2015 besiegte Junius Ho den Kandidaten der Demokratischen Partei, Albert Ho, in dessen Wahlkreis Lok Tsui mit einem Vorsprung von lediglich 277 Stimmen. Die Stimmen des Pro-Demokratie-Lagers wurden dabei zwischen Albert Ho und Cheng Chung-tai aufgeteilt.
Ho nahm erneut an den Wahlen zum Legislativrat 2016 teil, bei denen er Berichten zufolge vom Verbindungsbüro der Zentralen Volksregierung in Hongkong unterstützt wurde. Während der Wahlen sollen Ho und seine Anhänger in Ken Chow Wing-kans (Liberale Partei) Rückzug der Bewerbung verwickelt gewesen sein. Dieser behauptete, eingeschüchtert worden zu sein. Ho wurde mit 35.657 Stimmen gewählt.

## Politische Positionen

### Homosexualität
Ende April 2017 erklärte Ho nach einem Rechtsstreit über staatliche Leistungen für gleichgeschlechtliche Zivilarbeiter, dass die Legalisierung der gleichgeschlechtlichen Ehe in Hongkong zur Akzeptanz von Zoophilie und Inzest führen würde.
Im Mai 2017 erklärte Ho, dass eine Entscheidung, nach der einem homosexuellen Beamten eine Ehezulage gewährt wird, zu „Chaos in der Gesellschaft“ führen könnte, und unterzeichnete eine Petition, in der die Regierung aufgefordert wurde, gegen die Entscheidung Berufung einzulegen.
Im April 2018 stimmte Ho als einziger Gesetzgeber gegen die Ernennung der ausländischen Richter Brenda Hale und Beverley McLachlin zum Court of Final Appeal wegen ihrer Unterstützung gleichgeschlechtlicher Rechte.

### Gedenken des Tian’anmen-Massakers
Im Juni 2017 stimmte Junius Ho als einziger Gesetzgeber des Pro-Peking-Lagers für einen Antrag, das Tian’anmen-Massaker an den Demonstranten auf dem Platz des Himmlischen Friedens im Legislativrat „niemals zu vergessen“. Diese Haltung gilt für Hos Politik als überraschend.

### Hongkonger Unabhängigkeits-/Demokratiebewegung
Im September 2017 sagte Ho, Anhänger der Unabhängigkeit Hongkongs müssten „gnadenlos getötet“ werden. Für die Äußerungen wurde Ho massiv kritisiert.
Im Zuge der Proteste in Hongkong 2019 wurde Hos Politik auch international bekannt. Nachdem es am 21. Juli in einer U-Bahn-Station des Yuen Long Districts zu Übergriffen von Schlägertrupps auf Demonstrierende kam, wobei 45 Menschen teils schwer verletzt wurden geriet Ho unter Verdacht hinter den Angriffen zu stehen beziehungsweise diese zu unterstützen. In der gleichen Nacht wurde er dabei gefilmt, wie er mutmaßliche Mitglieder der Triaden zu den Aktionen beglückwünschte und sie als „Helden“ bezeichnete. Der Politiker verteidigte sich damit, dass er nur seine Unterstützer grüßte und lobte den Einsatz der Bürger, da sie ihre Heimat verteidigen würden. Aufgrund dieser Vorgänge wurden die Büroräumlichkeiten von Ho zur Zielscheibe der Demonstranten. In einem folgenden Fernsehinterview, wo neben Ho auch der liberale Politiker Eddie Chu zu Gast war, geriet Ho dermaßen in Rage, dass er Chu wüst beschimpfte und letztendlich den Raum verließ. Später sprach Ho gegenüber Chu eine Todesdrohung aus, welche er kurz darauf bestritt.
Die Anglia Ruskin University, welche Ho im Jahr 2011 die Ehrendoktorwürde verliehen hatte, entzog ihm diese Ende Oktober 2019 aufgrund des Vorfalles in Yuen Long im Juli.
Ho gilt als Liebhaber des Pferdesports und kündigte an seine Pferde nicht mehr an Rennen teilnehmen zu lassen, bis die Proteste in Hongkong aufhören würden.
Als am 1. Oktober 2019 bei den Protesten in Hongkong der 18-jährige Student Tsang Chi-kin bei gewalttätigen Protesten von einem Polizisten angeschossen wurde, sagte Ho, dass er nicht wisse ob es sich dabei um Schüler oder „wahre“ Kriminelle gehandelt habe. Gleichzeitig behauptete er, dass die Demonstranten einer massiven Gehirnwäsche unterzogen wurden.
Ho fiel zudem wegen sexistischen Äußerungen gegen Claudia Mo, eine pro-Demokratie Abgeordnete auf.

## Angriff auf Ho
Am 5. November 2019 wurden Ho und ein Assistent von ihm auf einer Wahlkampfveranstaltung für die Kommunalwahlen in Hongkong 2019 in Tuen Mun von einem Mann mit einem Messer angegriffen. Ho zog sich dabei leichte Verletzungen im Brustbereich, sein Assistent an der Hand zu. Drei Tage später konnte Ho aus dem Krankenhaus entlassen werden.
Der Angreifer, der 30-jährige arbeitslose Tung Pak-fai, wurde festgenommen und wegen versuchten Mordes angeklagt.
Der Angriff auf den pro-chinesischen Politiker wurde auch in deutschsprachigen Medien thematisiert.